# 萩原えみこ
萩原 えみこ（はぎわら えみこ、1971年9月19日 - ）は、日本の女性声優、ナレーター。神奈川県出身。東京俳優生活協同組合所属。
旧芸名は萩原 恵美子（読みは同じ）。既婚。

## 人物
勝田声優学院第11期、俳協ボイスアクターズスタジオ第7期。
劇団ヘロヘロQカムパニーに在籍していたが、2002年1月に退団した。
『来栖川重工プレゼンツ メイドロボ3姉妹 ラジオはじめました』第22回（2010年2月8日配信）で、妊娠7ヶ月であることを報告した。『ささら・まーりゃんの生徒会会長ラジオ for ToHeart2』第117回（2010年5月21日配信）放送でパーソナリティの小暮英麻、小野涼子が、萩原より無事に女児を出産したという連絡があったことを報告した。同番組の第119回（2010年6月4日配信）放送で、小暮・小野と生徒会会長ラジオ・メイドロボラジオのリスナーに向けた萩原の報告メールが紹介された。また、産休中の代役は『それいけ!アンパンマン』のキララちゃん役は半場友恵が、『カンニングのDAI安吉日!』のナレーションを夏樹リオ、『clubAT-X』のコーナー「だぶるあーる」のナレーションを水野マリコがそれぞれ代役した。
自らのブログなどで、娘に発達遅滞などの障害があることを公表している。

## 出演
太字はメインキャラクター。

### テレビアニメ
1996年
- こどものおもちゃ（優奈）
- それいけ!アンパンマン（1996年 - 2022年、ネコ美、まりもちゃん〈初代〉、キララちゃん）
- 逮捕しちゃうぞ（林綾音、夜泣き婦警さん）

1999年
- GTO（佐藤葉子）
- モンスターファーム〜円盤石の秘密〜（ギンギライガー〈幼少期〉、ウロコウサギ弟）

2003年
- ワンダーベビルくん（翔子）

2004年
- 最遊記RELOAD GUNLOCK（麗花）
- エルフェンリート（マユ）

2005年
- ToHeart2（HMX-17a イルファ）
- D.C.S.S. 〜ダ・カーポ セカンドシーズン〜（月城アリス）

2007年
- レ・ミゼラブル 少女コゼット（ファンティーヌ、ロザリーヌ）

2008年
- 恋姫†無双 シリーズ（2008年 - 2010年、呂布）- 3シリーズ

2009年
- 11eyes（百野栞）

2011年
- 俺たちに翼はない（米田優）

### 劇場アニメ
- それいけ!アンパンマン ぼくらはヒーロー（1997年、ネコ美）
- 逮捕しちゃうぞ the MOVIE（1999年、石井恵美子）
- 風を見た少年（2000年）
- 機動戦士ガンダム 特別版（2000年、ジオン公国群衆）

### OVA
1993年
- ブラック・ジャック（TVアナウンサー）

1999年
- 殻の中の小鳥（クレア・バートン）

2007年
- ToHeart2 OVAシリーズ（2007年 - 2009年、HMX-17a イルファ）- 3作品

2009年
- 恋姫†無双 OVAシリーズ（2009年 - 2011年、呂布）- 3作品

2010年
- 11eyes volume7 OVA Special（百野栞）

2012年
- ToHeart2 ダンジョントラベラーズ（HMX-17a イルファ）

### ゲーム
1998年
- ダークメサイア（杉浦奈緒美）
- Find Love 2 ～Rhapsody～

1999年
- キャプテン・ラヴ（永田翔子〈ラブ・ティーンズ ブルー〉、夢の声、大学の女の子）
- 蒼魔灯（レイナ）

2000年
- 高2→将軍（雪村栞）

2002年
- カード・オブ・デスティニー 〜光と闇の統合者〜（リシェーラ）
- シュヴァルツシルトIII TRUTH（ルカ）

2003年
- 彼女の伝説、僕の石版。〜アミリオンの剣とともに〜（ルース）
- D.C.P.S. 〜ダ・カーポ〜 プラスシチュエーション（月城アリス）

2004年
- ToHeart2（HMX-17a イルファ）

2005年
- 喧嘩番長（中西真奈美、吉野恵美）
- D.C. Four Seasons 〜ダ・カーポ〜 フォーシーズンズ（月城アリス）

2007年
- きると 貴方と紡ぐ夢と恋のドレス（コリン）
- 喧嘩番長2 フルスロットル（村上ヒトミ）

2008年
- 恋姫†夢想 〜ドキッ☆乙女だらけの三国志演義〜（呂布）

2009年
- 11eyes CrossOver（百野栞）

2010年
- D.C.I&II P.S.P. 〜ダ・カーポI&II〜 プラスシチュエーション ポータブル（月城アリス）

2011年
- ToHeart2 ダンジョントラベラーズ（HMX-17a イルファ）

2012年
- ハートフルシミュレーター PACHISLOT ToHeart2（HMX-17a イルファ）

2014年
- ダンジョントラベラーズ2 王立図書館とマモノの封印（HMX-17a イルファ）
- 恋姫†演武（呂布）

2016年
- Strawberry Nauts -ストロベリーノーツ-（楠耶央）

### 吹き替え
1996年
- キャロライン in N.Y. #4

1997年
- 対決スペルバインダー（リアナ）
- ニキータ #11、#21

1998年
- アラスカ〜小さな冒険者たち（ジェシー・バーンズ / ソーラ・バーチ）
- トラックス（アビーエ/ エイミー・スチュワート）※VHS版

2000年
- 秋の童話〜オータム・イン・マイ・ハート #11
- ミステリー、アラスカ

2001年
- リーサル・ウェポン4 ※日本テレビ版
- レリックハンター3〜秘宝を探せ #46

2003年
- ハルク（イーディスの友人）

2006年
- ニューヨークの恋人 ※日本テレビ版

### ドラマCD
- 俺たちに翼はない ドラマシリーズ第4章（米田優）
- 幻想魔伝 最遊記（希紗）
- D.C.S.S. 〜ダ・カーポ セカンドシーズン〜 初音島・非公式新聞部特大号!（月城アリス）
- 長恨歌〜蛇性の淫〜（お万）
- 都立魔法学園（沢ふゆ乃）

### ラジオ
※はインターネット配信。
- 来栖川重工プレゼンツ メイドロボ3姉妹 ラジオはじめました（パーソナリティ、2009年 - 2010年、音泉）

### ナレーション
- カンニングのDAI安吉日! （BSフジ）
- Club AT-X （AT-X）
- 恋ボーイ恋ガール（フジテレビ）
- SmaSTATION!!（テレビ朝日）
- NEPTUNEPRESENTS 日本列島元気満点! 力あわせてゴーゴゴー!!（フジテレビ）
- ばーちゃるアナ（日本テレビ〈剣崎涼子役〉）
- バグス（アレックス）
- 噺家が闇夜にコソコソ
- ネプリーグ
- 力あわせてゴーゴゴー
- HANSAM-2

### その他コンテンツ
- 新京成電鉄駅自動放送（2004年2月1日[13] - 2020年3月24日[14]）
- 株式会社百人組「シルバのリッチなコンテンツ」（シルバ）